# بهبد بهلولی
بهبد بهلولی زادهٔ سال ۱۳۶۸ ، نویسنده، مدرس و منتقد ایرانی است؛ که در سمت دبیری کانون نقد ادبی فردوس وابسته به سازمان فرهنگی هنری شهرداری تهران فعالیت می کند.وی دارای مقالات ادبی است،و همچنین به عنوان کارشناس و سخنران برنامه عصرانه با کتاب نیز شناخته می شود.

## آثار

### کتب
- ضرب المثل های لری میانه(تفسیر و ترجمه) (۱۳۹۹)
- شش پرده نمایش (۱۳۹۹)
- نقد و نظری بر ادببات داستانی و نمایشی (۱۳۹۹)
- سگ های آبادی (مجموعه داستان)(۱۴۰۱)
- غزال (رمان) (۱۴۰۳)

### نمایشنامه
- قتل در نوانخانه (۱۴۰۰)
- دومینوی خیالات (۱۴۰۰)[۵]
- کافی شاپی ها(بازخوانی واقتباس)(۱۴۰۱)[۶]

### فیلم‌نامه کوتاه
- تناسخ ذهن (۱۳۹۸)

### تهیه کنندگی
- کافی شاپی ها (۱۴۰۱)[۷]